# Austromarksizam
Austromarksizam je bio socijaldemokratski pokret. Pokrenuli su ga austrijski socijaldemokrati 1904. godine. Glavni predstavnici ove reformističke struje u marksističkom pokretu su: Otto Bauer, Karl Renner, Max i Friedrich Adler, Victor Adler, Gustav Eckstein, Tatiana Grigorovici rođ. Pisterman članovi Socijaldemokratske radničke stranke Austrije.

## Povijest
Osnove je razvio 1900. Otto Bauer. Na Bauera su utjecali Max Adler, Karl Renner i Rudolf Hilferding. Austromarksisti su se okupljali od 1904. oko časopisa Blätter zur Theorie und Politik des wissenschaftlichen Sozialismus i Marx-Studien i od 1907. oko lista Der Kampf. Pokret nije bio homogen. Okupljao je mislioce različitih teorijskih polazišta, od neokantista Maxa Adlera do ortodoksnog marksista Rudolfa Hilferdinga.
Austromarksizam je reformirao ortodoksni marksizam zbog toga što su nastupili novi društveni uvjeti. Napustio je revolucionarne metode, a usvojio demokratske i nenasilne metode parlamentarnom borbom kroz institucije političkog sustava.
Austromarksističku ideologiju preuzela je Socijaldemokratska stranka Bosne i Hercegovine. Zbog službenog austromarksističkog stava Socijaldemokratska stranka Hrvatske i Slavonije bila je relativno marginalizirana. Nova promjena u ideologiji austromarksista nastupila je pred kraj Prvog svjetskog rata. Usvojen je federalizam kao oblik rješavanja nacionalnog pitanja u Austro-Ugarskoj. Poslije rata austromarksistički pristaše ulaze u socijaldemokratske vlade. Boljševici su se protivili austromarksizmu, kritizirajući ga kao revizionizam.
1921. austromarksisti su formirali međunarodnu radničku zajednicu socijalističkih stranaka (Internationale Arbeitsgemeinschaft Sozialistischer Parteien), poznatu kao 2½ Internacionala ili Bečka internacionala, nadajući se da će ujediniti Drugu i Treću internacionalu. Pokušaj nije uspio. Ideje austromarksizma propagirao je Otto Bauer sve do građanskog rata u Austriji, koji je oružano slomljen. U borbama su se sukobili socijalisti i austrofašisti.

## Utjecaj
Austromarksistički pokret bio je inspiracija za eurokomunizam koji je tražio treći demokratski put do socijalizma te za Novu ljevicu. Austromarksizam je bio prethodnik radikalnih reformiranja u Europi. Napredne socioekonomske reforme, zdravstvena skrb, izgradnja domova i obrazovni sustav u Beču nadahnuo je skandinavske socijaldemokratske stranke i britanske laburiste.
Austromarksističko načelo kulturne autonomije poslije su usvojile različite stranke, među kojima Bund (glavni židovski sindikat), lijevo krilo cionista (Hashomer Hatzair) u korist dvonacionalnog rješenja u Palestini, Židovska narodna stranka (Folkspartei) između dvaju svjetskih ratova te Demokratski savez Mađara u Rumunjskoj poslije 1989.
Lokalni princip Carla Cattanea iskazuje sličnost s austromarksističkim stajalištem o kulturnoj autonomiji kakvo je definirao Otto Bauer.

## Vanjske poveznice
- Otto Bauer govori o krizi 1929.
- Andrés Nin Austro-Marxism and the National Question